# Frederieke Leeflang
Frederieke Joan Leeflang (Amsterdam, 2 mei 1969) is een Nederlandse jurist en bestuurder. Zij was bestuursvoorzitter van de Stichting Nederlandse Publieke Omroep (NPO). Eerder was zij partner bij Deloitte, algemeen voorzitter van de Raad voor Strafrechtstoepassing en Jeugdbescherming (RSJ), bestuursvoorzitter bij Boekel De Nerée en commissaris bij ABN Amro.

## Levensloop
Leeflang groeide op in Amsterdam en volgde het Vossius Gymnasium. Na de middelbare school nam zij een tussenjaar in Brazilië. Van 1988 tot 1994 studeerde zij rechten aan de Rijksuniversiteit Groningen. Na haar studie trad zij in dienst bij het advocatenkantoor Boekel De Nerée. Van 1998 tot 1999 werkte zij bij de Nederlandse Mededingingsautoriteit. Na haar terugkeer bij Boekel De Nerée zette Leeflang een mededingingsrechtpraktijk op. In 2002 werd zij partner en in 2011 bestuursvoorzitter, een functie die zij tot 2016 vervulde.
Van 2016 tot 2019 was Leeflang commissaris bij ABN Amro. Samen met Olga Zoutendijk en Steven ten Have stond zij bekend als de "gouden driehoek". Het drietal botste regelmatig met het bestuur onder leiding van Gerrit Zalm en later Kees van Dijkhuizen. Aanvankelijk werkte Leeflang nauw samen met Zoutendijk, maar later distantieerde zij zich van Zoutendijks directe confronterende stijl. In juli 2017 kreeg Leeflang kritiek omdat zij, op uitnodiging van de bank, samen met haar kinderen de Europa League-finale tussen Ajax en Manchester United bijwoonde tijdens een grote reorganisatie. Uiteindelijk betaalde Leeflang zelf voor het bezoek aan de wedstrijd. Zij verliet de bank in 2019 vrijwillig om plaats te maken voor iemand met meer bancaire ervaring.
Ze werd per 1 januari 2022 aangesteld als voorzitter van de raad van bestuur van de NPO, als opvolger van Shula Rijxman. In die rol werd Leeflang geconfronteerd met een kritisch rapport van de commissie-Van Rijn over grensoverschrijdend gedrag binnen de NPO. Zij blokkeerde de terugkeer op televisie van Matthijs van Nieuwkerk, tegen wie veel beschuldigingen waren geuit.
Daarnaast streefde Leeflang ernaar om Ongehoord Nederland uit het omroepbestel te verwijderen. Staatssecretaris Gunay Uslu besloot echter dat de omroep in het bestel mocht blijven. Met het aantreden van het kabinet-Schoof in juli 2024 werd Leeflang geconfronteerd met een bezuiniging van honderd miljoen euro voor de publieke omroep.
In februari 2025 kwam naar buiten dat over Leeflang in haar rol als NPO-voorzitter meerdere meldingen waren gedaan door (oud-)medewerkers vanwege een onveilig werkklimaat. Leeflang zou zich volgens de melders onder meer schuldig hebben gemaakt aan intimidatie en verbale agressie. Een en ander was de aanleiding dat zij op 4 maart 2025 per direct haar taken neerlegde, hoewel zij ontkende grensoverschrijdend te hebben gehandeld.

### Nevenfuncties
Leeflang is vanaf 4 juni 2019 voorzitter van de Stichting Administratiekantoor Stadion Amsterdam (STAK) van de Johan Cruijff ArenA en sinds 4 maart 2021 lid van de Raad van Toezicht van het Radboudumc.
Zij was van 15 september 2018 tot eind 2021 algemeen voorzitter bij de Raad voor Strafrechtstoepassing en Jeugdbescherming (RSJ). Leeflang was er verantwoordelijk voor een strategische heroriëntatie. Ook was zij voorzitter van de Audit Advisory Committee van de Algemene Rekenkamer en vicevoorzitter van de Raad van Toezicht van KWF Kankerbestrijding.

## Persoonlijk
Leeflang heeft twee kinderen.
Erik Jurgens (1975-1985) · Pieter van Dijke (1985-1988) · Joop van der Reijden (1988-1990) · Pieter van Dijke (wnd. 1990-1991) · Max de Jong (1991-1993) · André van der Louw (1994-1997) · Gerrit Jan Wolffensperger (1998-2003) · Harm Bruins Slot (2003-2008) · Henk Hagoort (2008-2016) · Shula Rijxman (2016-2022) · Frederieke Leeflang (2022-2025)
- Virtual International Authority File: 31348910